# Schlacht von Yamazaki
Die Schlacht von Yamazaki (jap. 山崎の戦い, Yamazaki no tatakai) am 2. Juli 1582 (traditionell: Tenshō 10/6/13) war eine bedeutende Schlacht in der japanischen Geschichte. Durch den Sieg über Akechi Mitsuhide, den Mörder von Oda Nobunaga, sicherte sich Toyotomi Hideyoshi eine führende Rolle in Japan und schaltete seinen gefährlichsten Konkurrenten aus.

## Vorgeschichte
Akechi Mitsuhide, einer der fähigsten Heerführer, putschte im Honnōji-Zwischenfall 1582 gegen seinen Herrn Oda Nobunaga und brachte mit einem Überraschungsangriff den in Kyōto gelegenen Tempel Honnō-ji in seine Gewalt. Er zwang den in die Enge getriebenen Oda zur Selbsttötung (Seppuku) und ermordete dessen Sohn und Erben Nobutada. Kurz nach dieser Tat besetzte Akechis Armee Kyōto. Zunächst regte sich in der Region kein Widerstand. Der kaiserliche Hof gratulierte ihm für sein Handeln und Mitsuhide präsentierte sich in Kyōto als ein Befreier, indem er die Steuern senkte und Spenden errichtete. Toyotomi Hideyoshi, einer der höchsten Generäle Nobunagas, belagerte zur Zeit des Honnōji-Zwischenfalls in Odas Auftrag mit einem großen Heer gerade die Burg Takamatsu, die von den Mōri gehalten wurde. Ende Juni fingen die Belagerer zufällig einen von Akechi zu den Mōri geschickten Boten ab, welcher von Nobunagas Ermordung berichtete. Daraufhin schloss Toyotomi mit den Mōri umgehend Frieden und zog mit seinen Truppen ab dem 25. Juni nach Osten, um seinen Lehnsherren zu rächen und Akechi zu töten. Die Armee zog in einem Gewaltmarsch, bei dem teilweise täglich 40 Kilometer zurückgelegt wurden, über Himeji nach Kyōto. In Osaka schlossen sich ihm Niwa Nagahide, ein weiterer General der Oda, und Oda Nobutaka, Nobunagas Sohn, mit ihren Truppen an. Am 29. Juni erfuhr Akechi von Toyotomis Vorrücken. Akechi hielt zu dieser Zeit zwei mit Armeen besetzte Burgen nahe Kyōto (Shoryuji und Yodo), gab diese Stellungen jedoch auf, da er fürchtete, festgesetzt zu werden, während seine Truppen geteilt waren. Stattdessen vereinte er seine Heere und zog nach Yamazaki, um sich dort dem Feind zu stellen. Seine Armee bezog hinter dem Enmyojigawa, einem Nebenfluss des Yodogawa, Stellung und erwartete Toyotomi. In der Nähe von Kyōto angekommen, erkannte Toyotomi die strategische Bedeutung des Tennō-zan (天王山), einem 270 Meter hohen Hügel nahe Yamazaki. Er schickte daher ein Kontingent unter seinem Offizier Nakagawa Kiyohide, welches die Stellung sichern konnte. In der Nacht vom 1. auf den 2. Juli kam es zu einem ersten Scharmützel zwischen Einheiten beider Heere, als Toyotomis Generäle Nakamura Kazuuji und Horio Yoshiharu Ninja in Akechis Lager schickten, die dort Feuer legten und Verwirrung stifteten. Am Morgen des 2. Juli begann dann die Schlacht.

## Schlacht
Toyotomi Hideyoshi und seine Armee eröffneten den Kampf, indem sie langsam die Höhe herab auf die feindlichen Stellungen marschierten. Akechi Mitsuhide schickte ihnen Einheiten unter seinen Samurai Matsuda Masachika und Nabika Kamon entgegen, um die Gegner zurückzudrängen und selbst den Hügel einzunehmen. Toyotomis Arkebusiere wehrten jedoch alle Versuche ab, die Höhen zu stürmen, während seine rechte Flanke gleichzeitig den Enmyojigawa durchquerte und Akechis Zentrum in die Seite fiel. Daraufhin führte Toyotomi nun auch seinen linken Flügel durch den Fluss und attackierte den Feind. Akechis Reihen brachen unter diesem Druck zusammen und seine Männer ergriffen die Flucht. Nur etwa 200 Mann unter Führung von Mimaki Kaneaki setzten den Kampf fort und wurden von der feindlichen Übermacht komplett aufgerieben. Besiegt floh Akechi Mitsuhide bis ins Dorf Ogurusu (小栗栖), wo er von Banditen getötet wurde.